# Felix Pino von Friedenthal
Felix Pino Freiherr von Friedenthal (* 14. Oktober 1825 in Wien; † 14. April 1906 in Sankt Ruprecht, Kärnten) war ein österreichischer Beamter und Politiker.

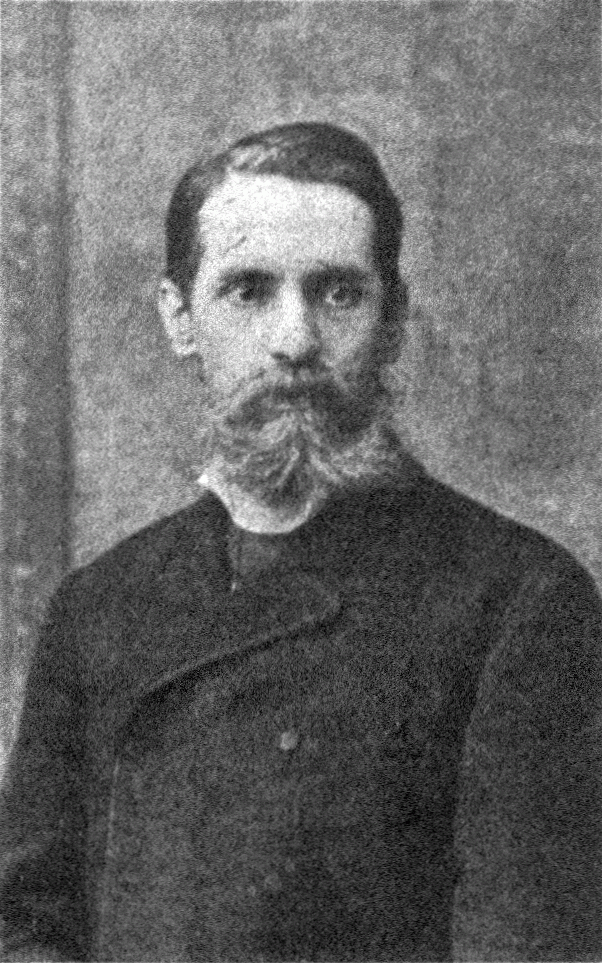
Felix Freiherr Pino von Friedenthal, Photographie von Josef Löwy († 1902)

## Lebenslauf
Der aus einer lombardischen Familie stammende Felix Pino besuchte das Schottengymnasium und studierte dann von 1845 bis 1848 Rechtswissenschaften an der Universität Wien. Er trat 1849 in den Staatsdienst und war beim Kriminalgericht Graz und der Zentralseebehörde in Triest beschäftigt. Nachdem er daraufhin in den politischen Verwaltungsdienst gewechselt war, wirkte er um 1859 in Belluno und Görz. 1867 war er Bezirkshauptmann von Baden in Niederösterreich und später von Görz. Von 1870 bis 1874 und von 1887 bis 1890 war er Landespräsident der Bukowina. Während seiner erstmaligen Amtszeit als Landespräsident war er an den vorbereitenden Arbeiten zur Gründung der Universität von Czernowitz beteiligt.
Pino wurde 1870 als liberaler Abgeordneter in den Landtag der Bukowina und 1871 in den Reichsrat gewählt. Von 1874 bis 1879 war er Statthalter der Küstenlande (Istrien, Grafschaft Görz und Gradisca und Triest), von 1879 bis 1881 Statthalter von Österreich ob der Enns. Von 1881 bis 1886 war er Handelsminister von Cisleithanien im Kabinett Taaffe, besondere Anliegen waren ihm dabei die Organisation der Staatsbahnen und die Einführung der Postsparkasse. Weiters zeigte er sozialpolitische Interessen bei der Reform der Gewerbeordnung. Durch seine unbürokratische Amtsführung und seinen Lebensstil hatte er zeitlebens Gegner, obwohl seine persönliche Korrektheit außer Zweifel stand. Nachdem er im Jahre 1886 zum Rücktritt gezwungen, wurde er, wie bereits erwähnt, wieder Landespräsident der Bukowina und ging als dieser 1890 in den Ruhestand. Am 14. April 1906 verstarb Pino von Friedenthal 80-jährig in St. Ruprecht bei Völkermarkt in Kärnten.